# Biserica de lemn din Bobu-Gorgania

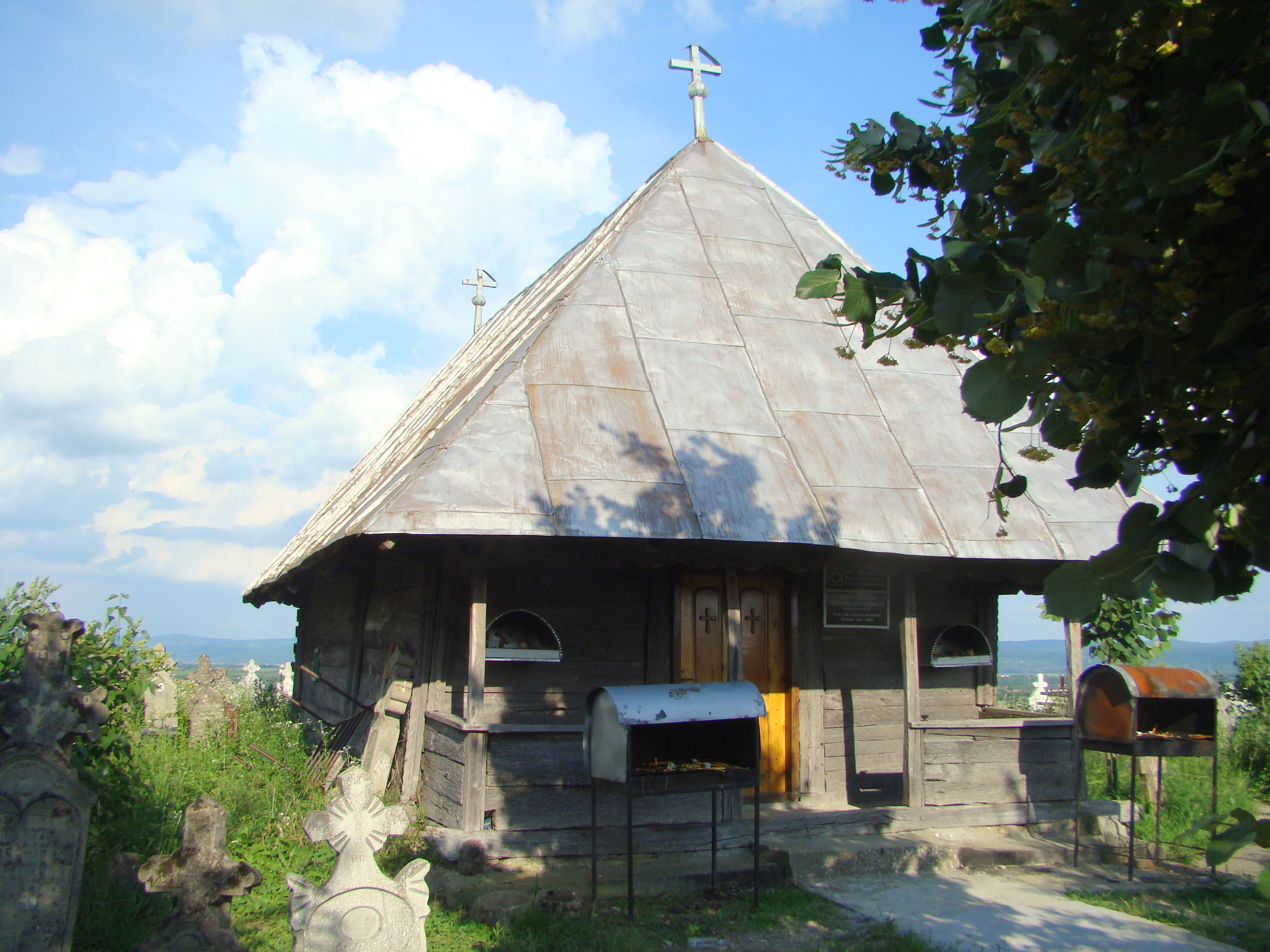
Biserica de lemn „Nașterea Maicii Domnului” din Bobu, comuna Scoarța, județul Gorj, foto: iunie 2018.

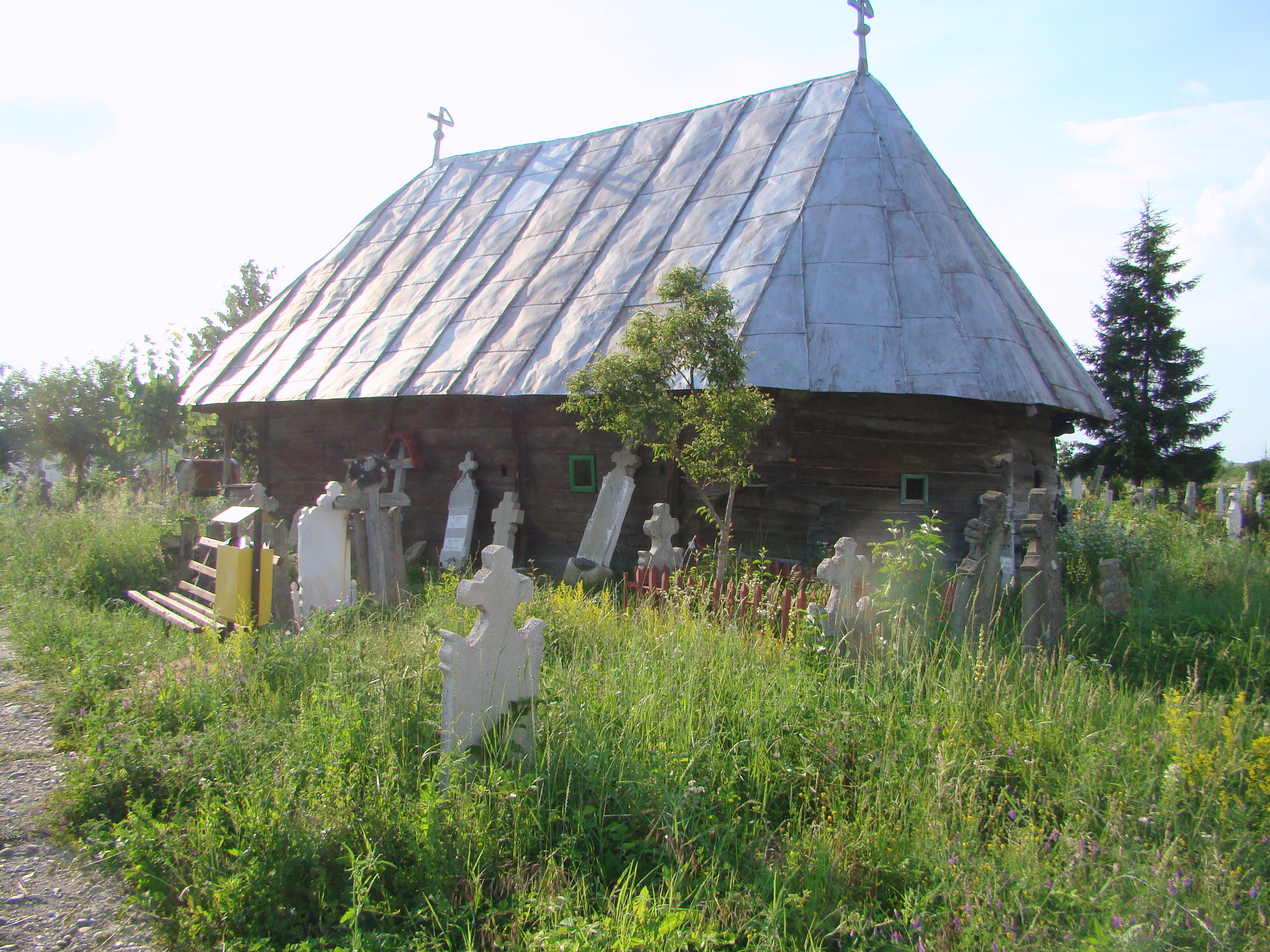
Biserica (sud-est)

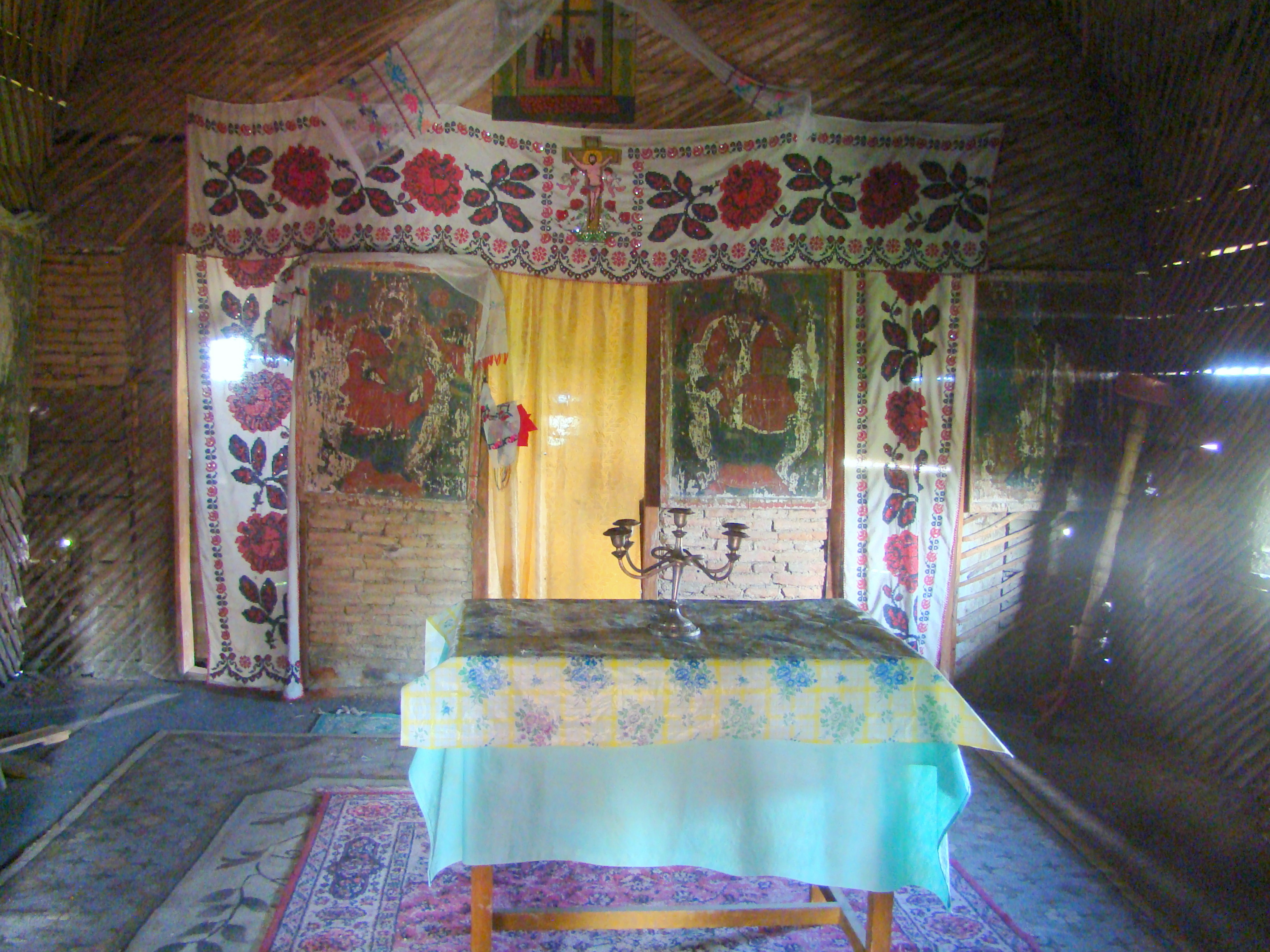
Interiorul navei

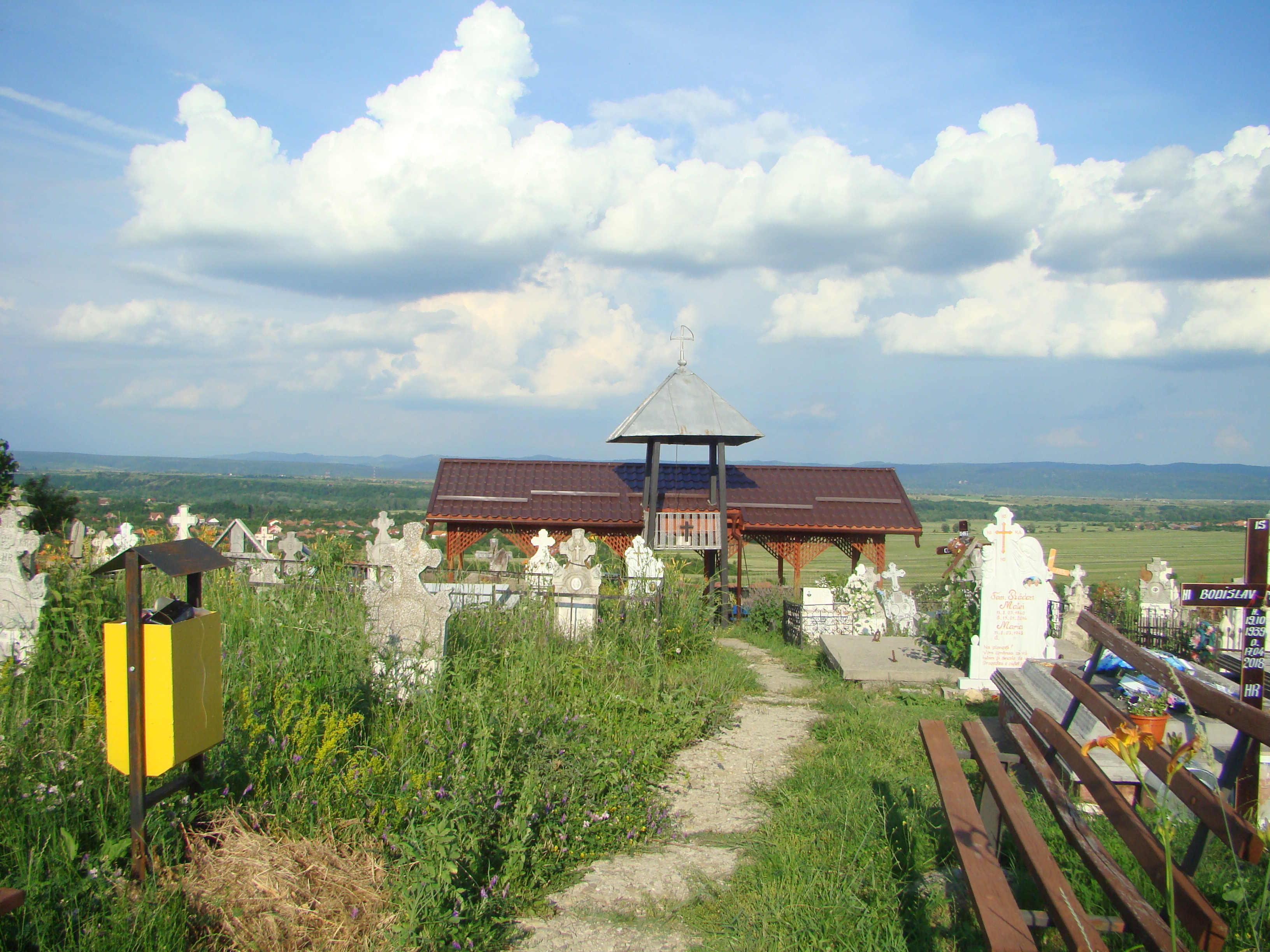
Clopotnița și cimitirul

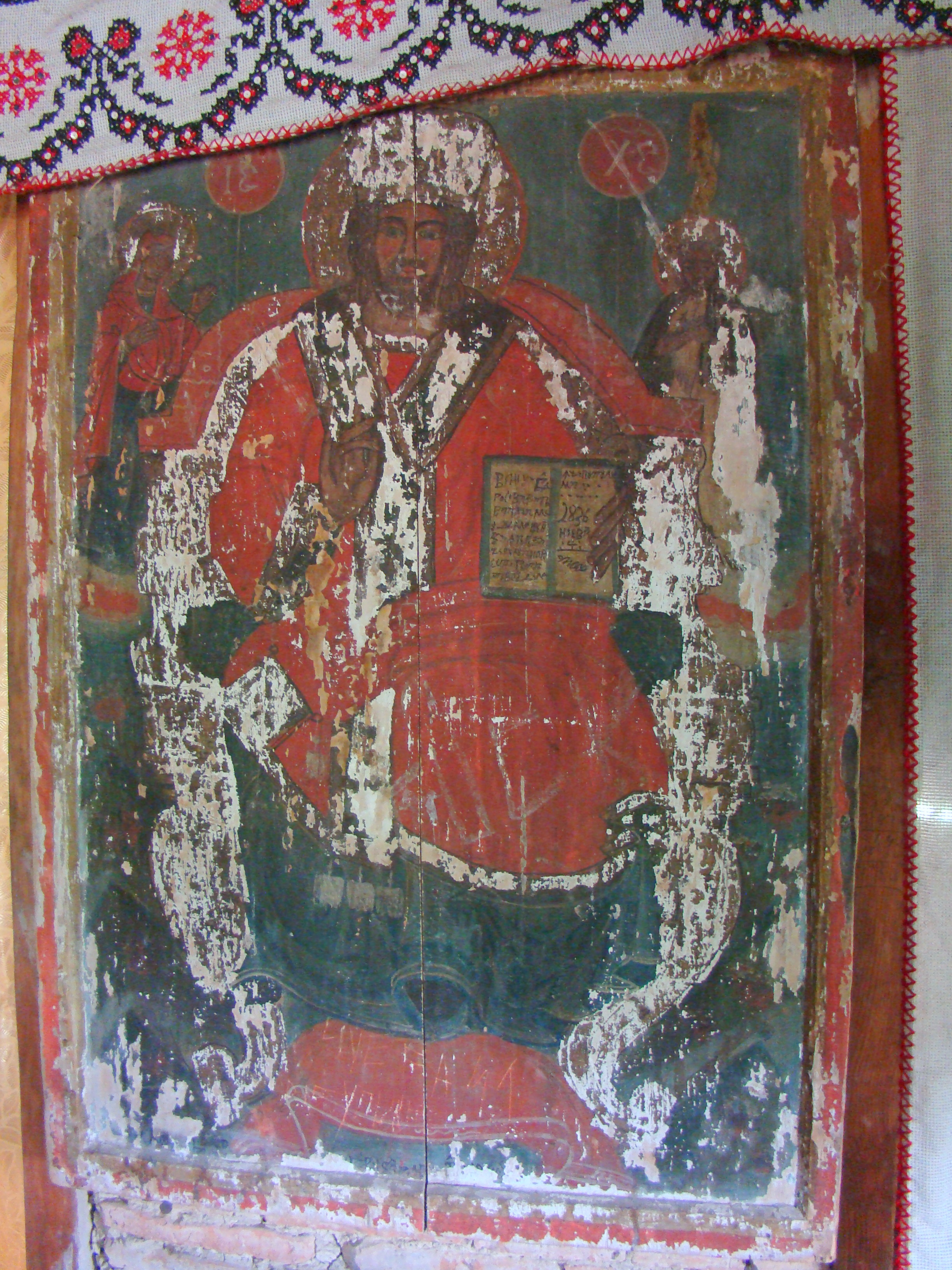
Icoană împărătească: Deisis

Biserica de lemn „Nașterea Maicii Domnului” din Bobu, comuna Scoarța, județul Gorj, a fost construită în secolul XVIII, adusă pe actualul amplasament în 1860. Biserica se află pe noua listă a monumentelor istorice sub codul LMI:  GJ-II-m-B-09245.

## Istoric și trăsături
Biserica a fost edificată pe la mijlocul secolului al XVIII-lea și renovată în anul 1830 de popa Constantin Zălog și Matei Stănilă; în anul 1860 a fost mutată din punctul Penciu de pe dealul Gorgania în locul actual, unde este destul de izolată, gospodăriile aflându-se în vale.
Biserica are următoarele dimensiuni: nava 7,55 m/4,80 m, decroșul absidei altarului 0,32 m, altar: laturile paralele 1,40 m, cele de colț 1,50, respectiv 1,80 m, iar latura de est 1,60 m. Prispa are lățimea de 1,12 m, iar stâlpii originari au fost înlocuiți. Are aceeași planimetrie ca și cealaltă biserică din satul Bobu, cu aceleași nișe pe laturile de nord și de sud, pentru formarea proscomidiei și diaconiconului, nișe ce au înălțimea de 0,90 m. Nava este acoperită cu o boltă în leagăn, iar altarul cu un segment semicilindru, intersectat cu trei fâșii curbe.
În exterior biserica este în stare bună, fiind bine întreținută, datorită faptului că este biserică de cimitir. Are pereții consolidați, acoperișul învelit cu tablă peste șiță, o temelie solidă, din pietre mari, în timp ce clopotnița este separată de biserică, așezată pe patru piloni. 
La interior biserica este „cercuită”, fapt care trădează intenția, abandonată, a tencuirii pereților. Sfeșnicele crestate și alte piese de inventar sunt aruncate pe jos. Icoanele mari sunt abandonate și deteriorate: Deisis, cu Maria și Ioan întregi, în susul tronului (icoana este datată pe cartea lui Iisus, 1836, noiembrie, 14), Sfântul Nicolae (ținând în mâna stângă o cheie, cu doi balauri înfruntându-se) și icoana împărătească a Sfântului Ioan Botezătorul (în picioare, cu capul pe tipsie), dovada că în trecut biserica a avut și acest hram.

## Galerie de imagini

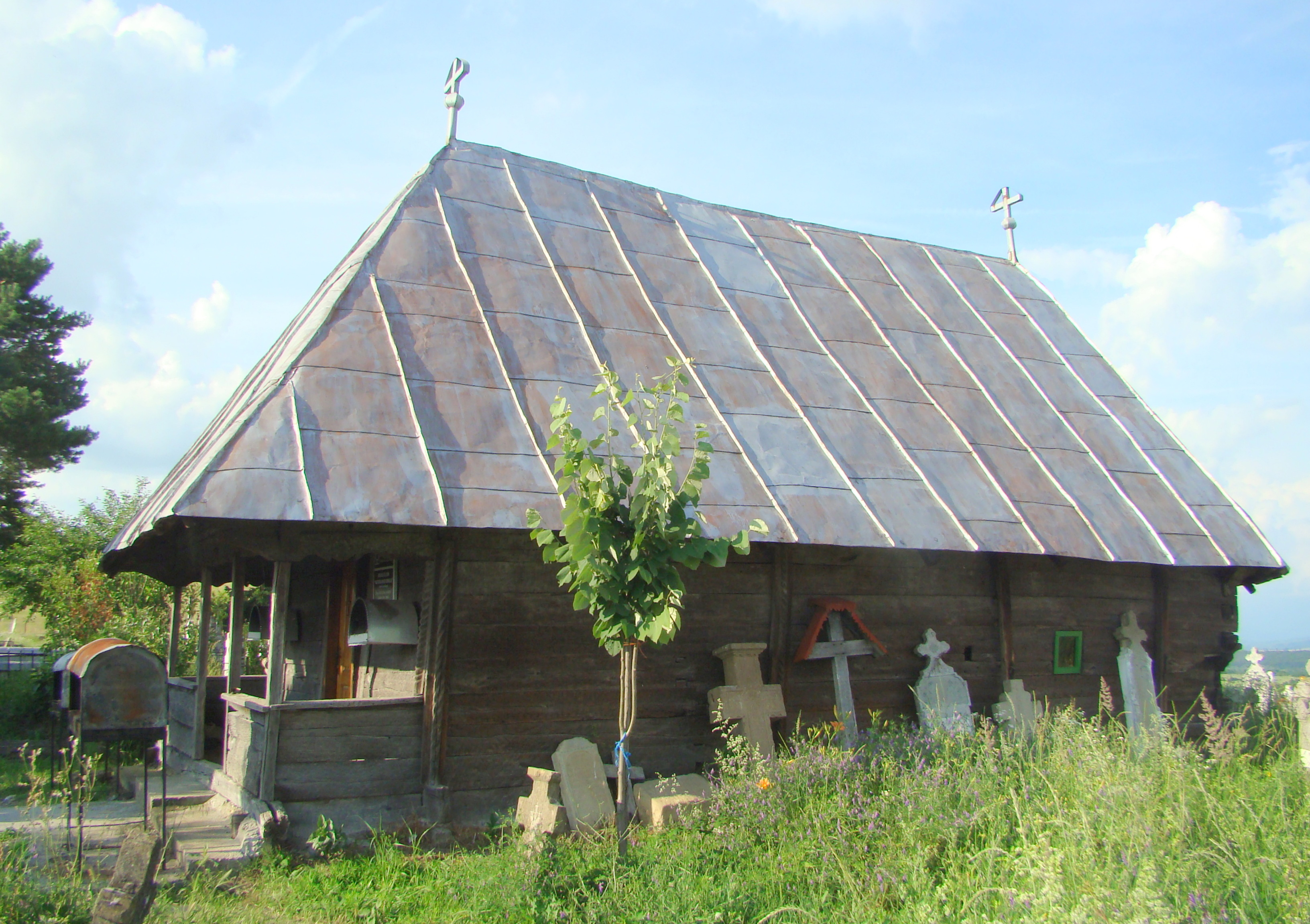
Biserica (sud)
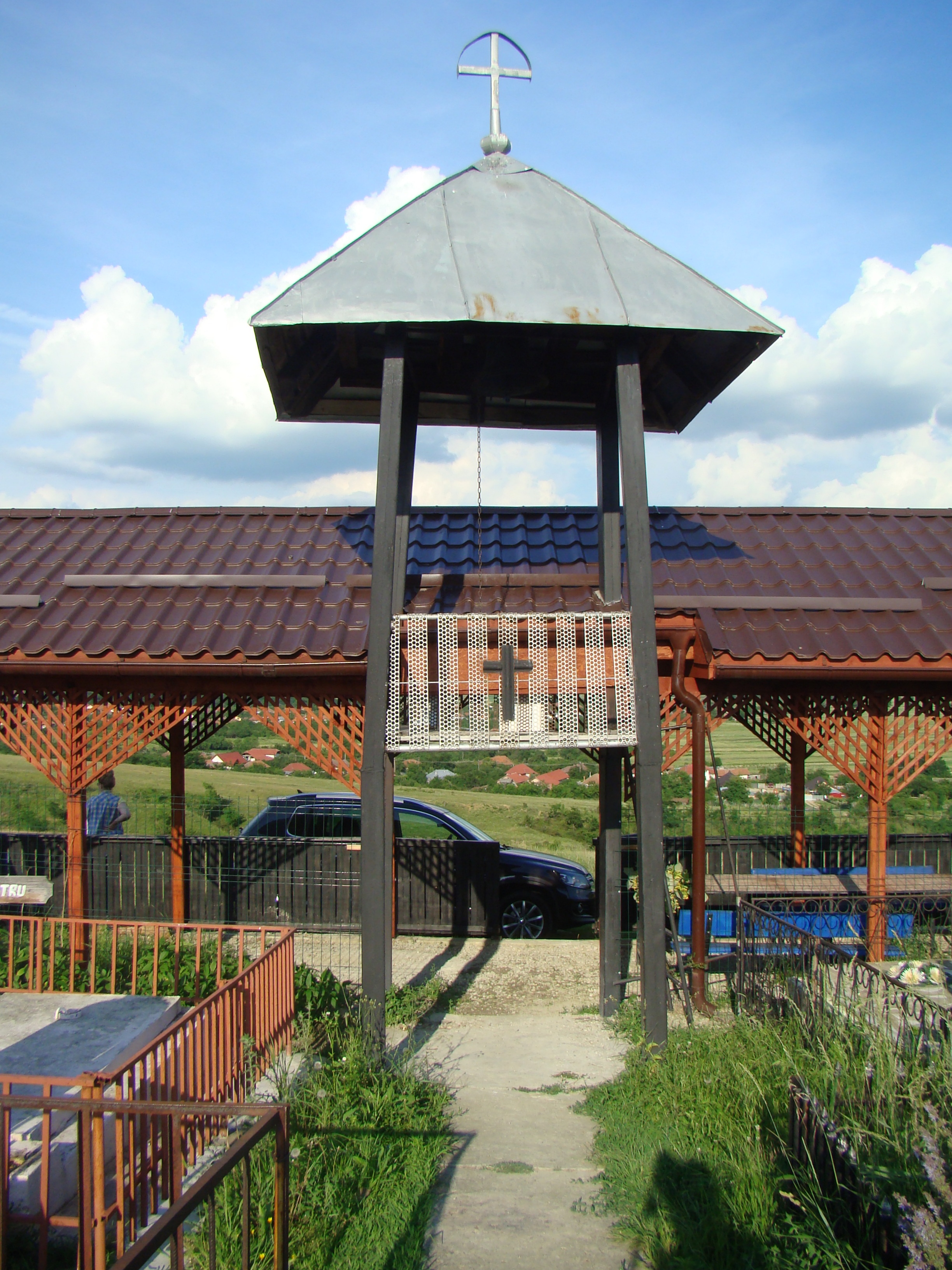
Clopotnița
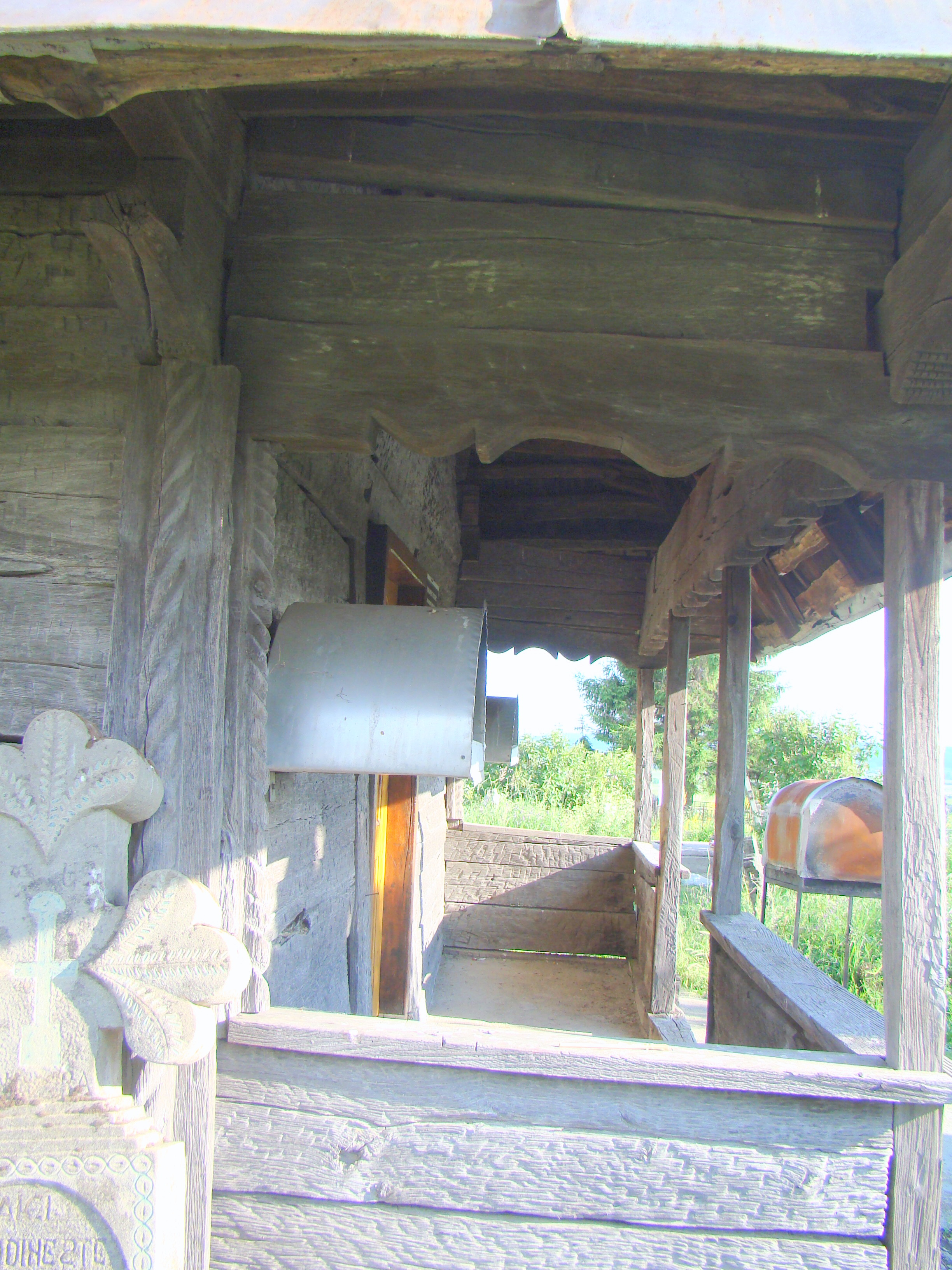
Prispa
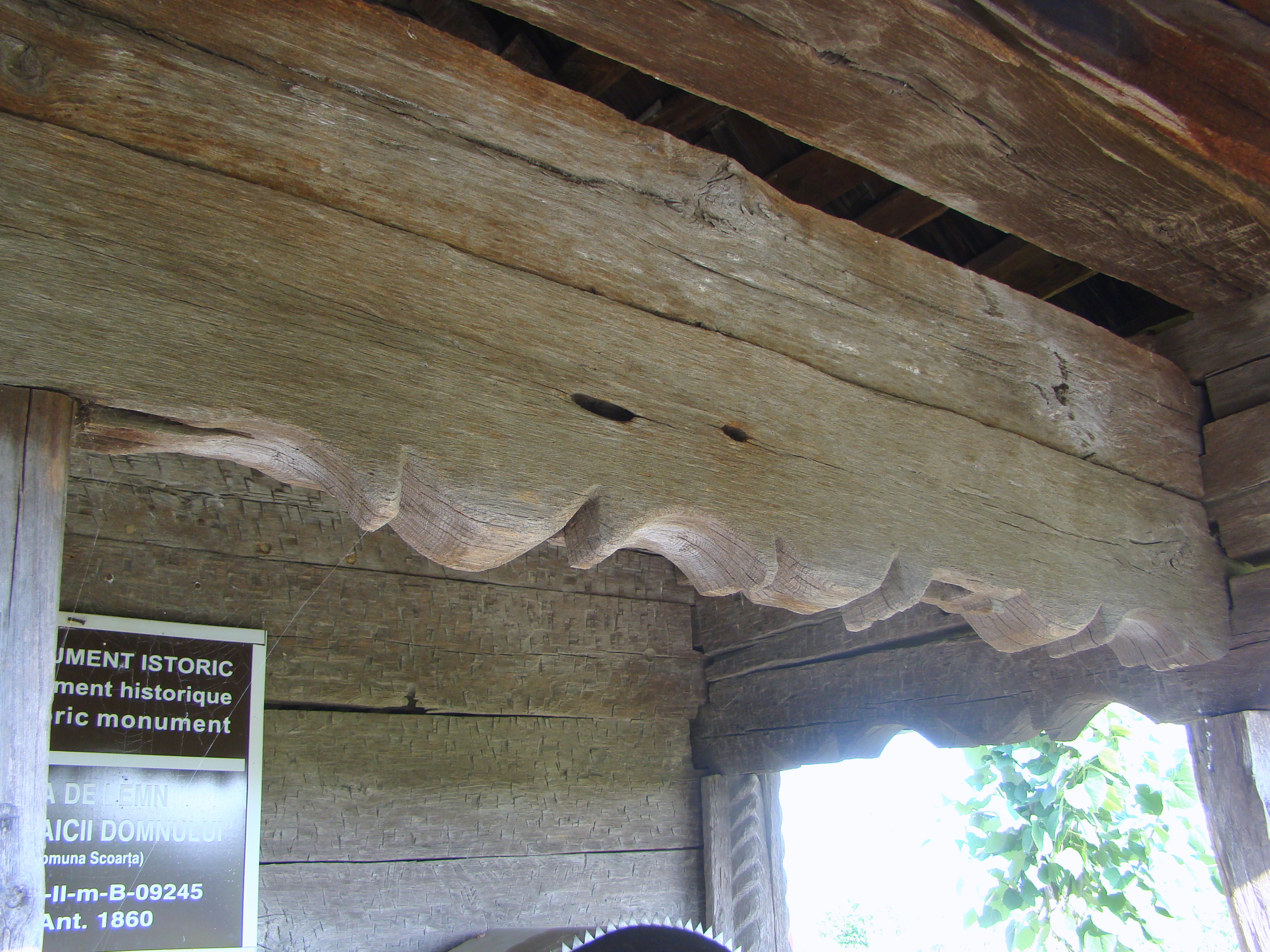
Arcaturile ce împodobesc fruntarele prispei
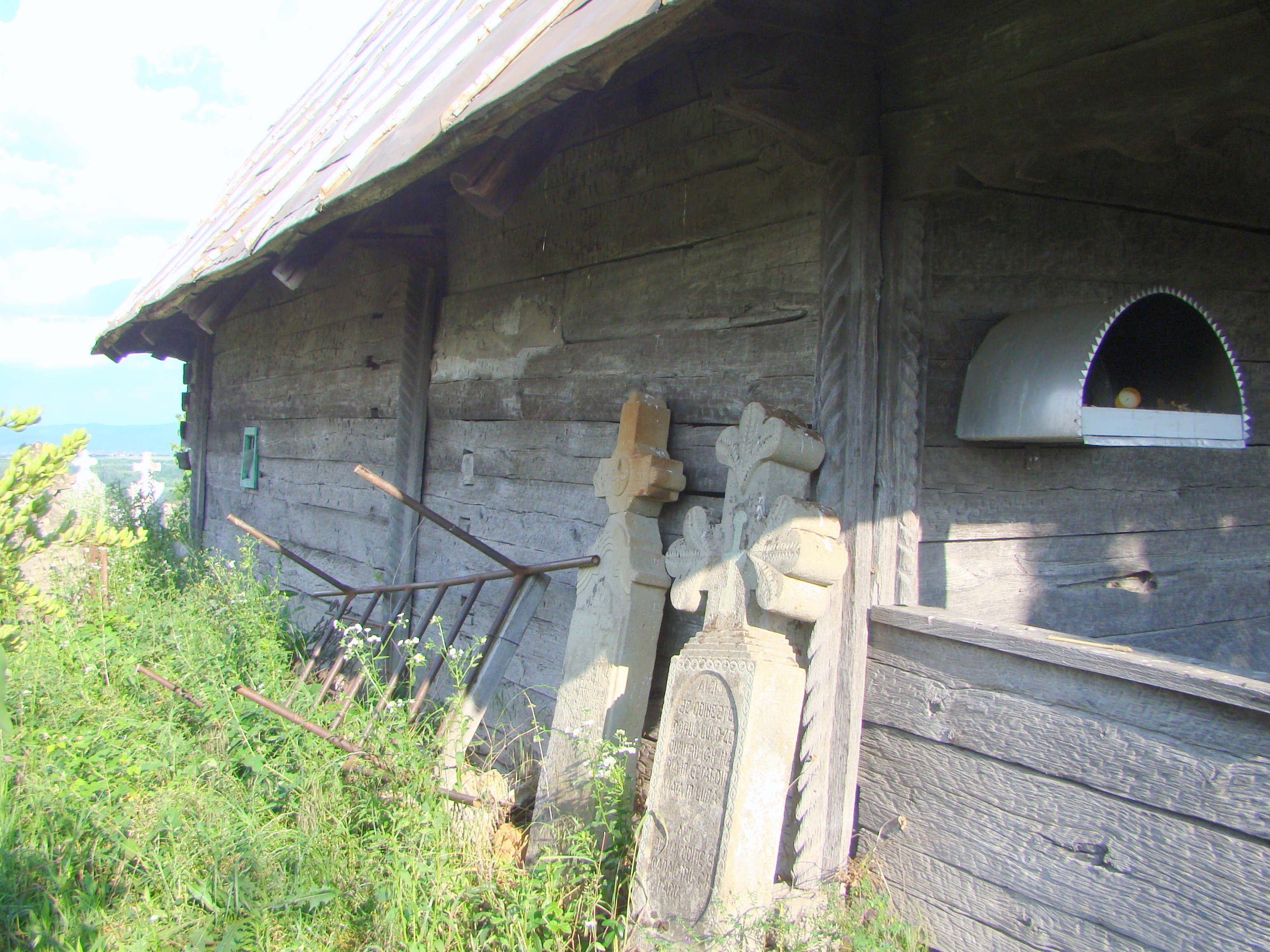
Latura de nord
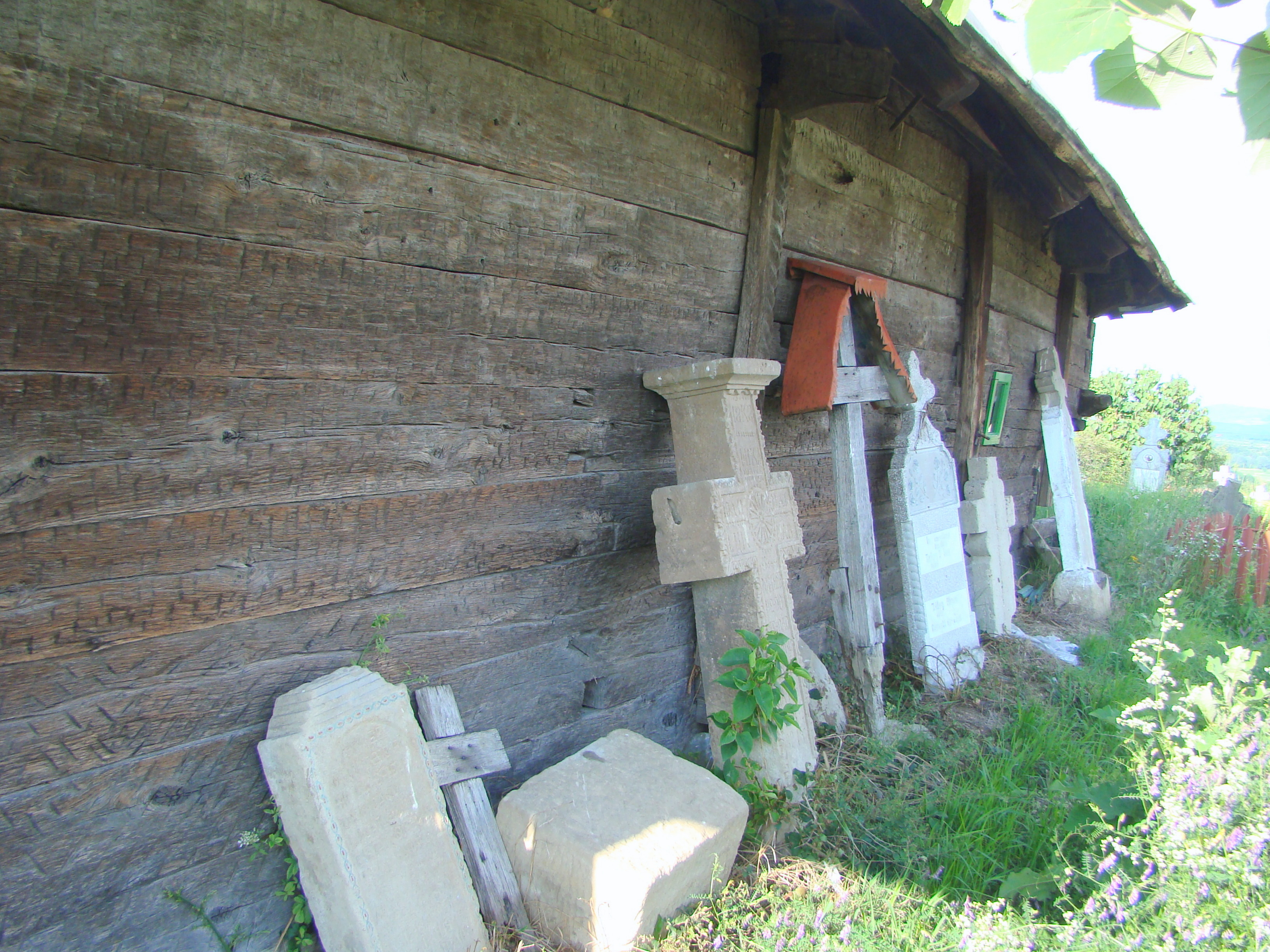
Latura de sud
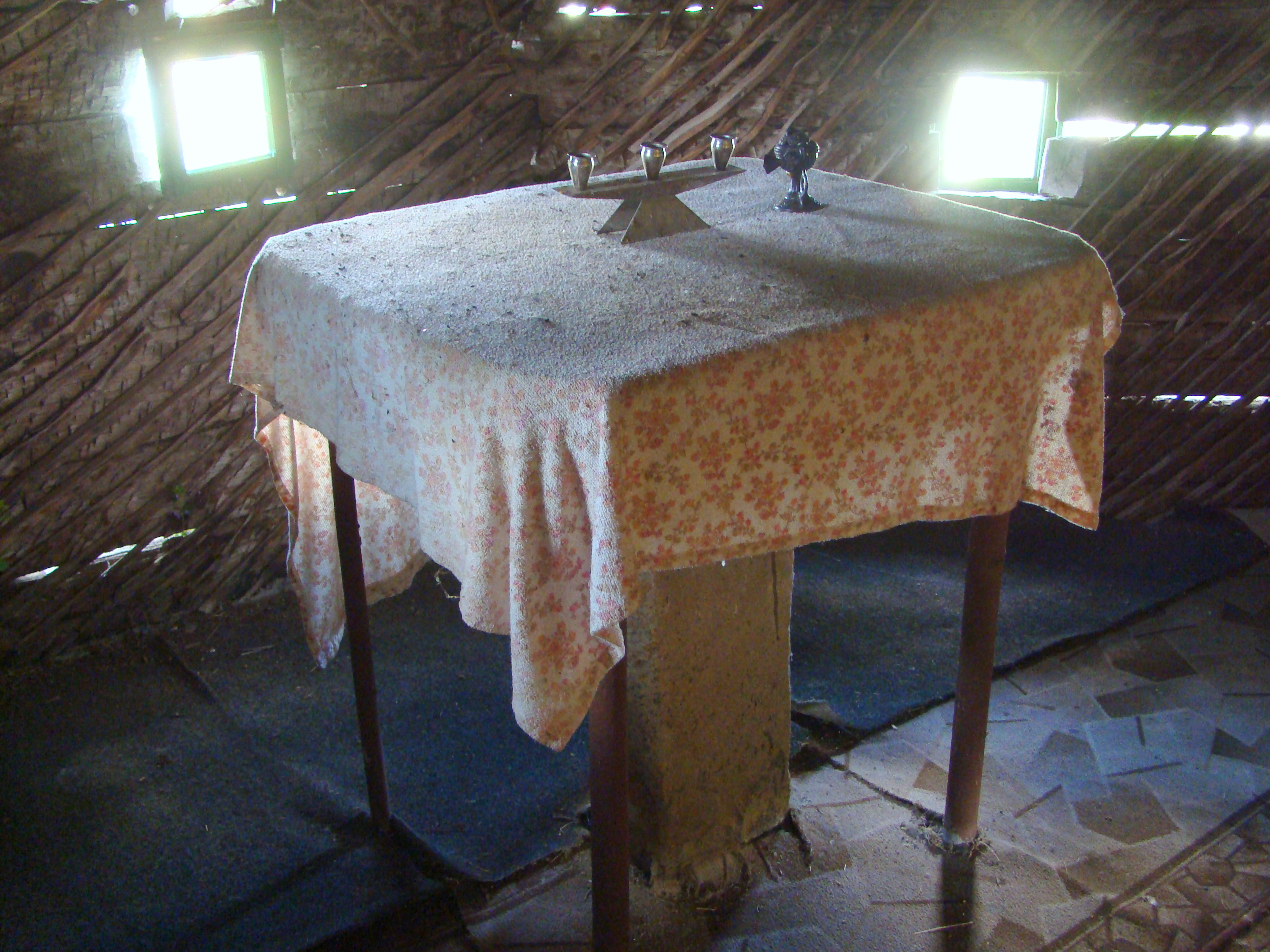
Masa altarului
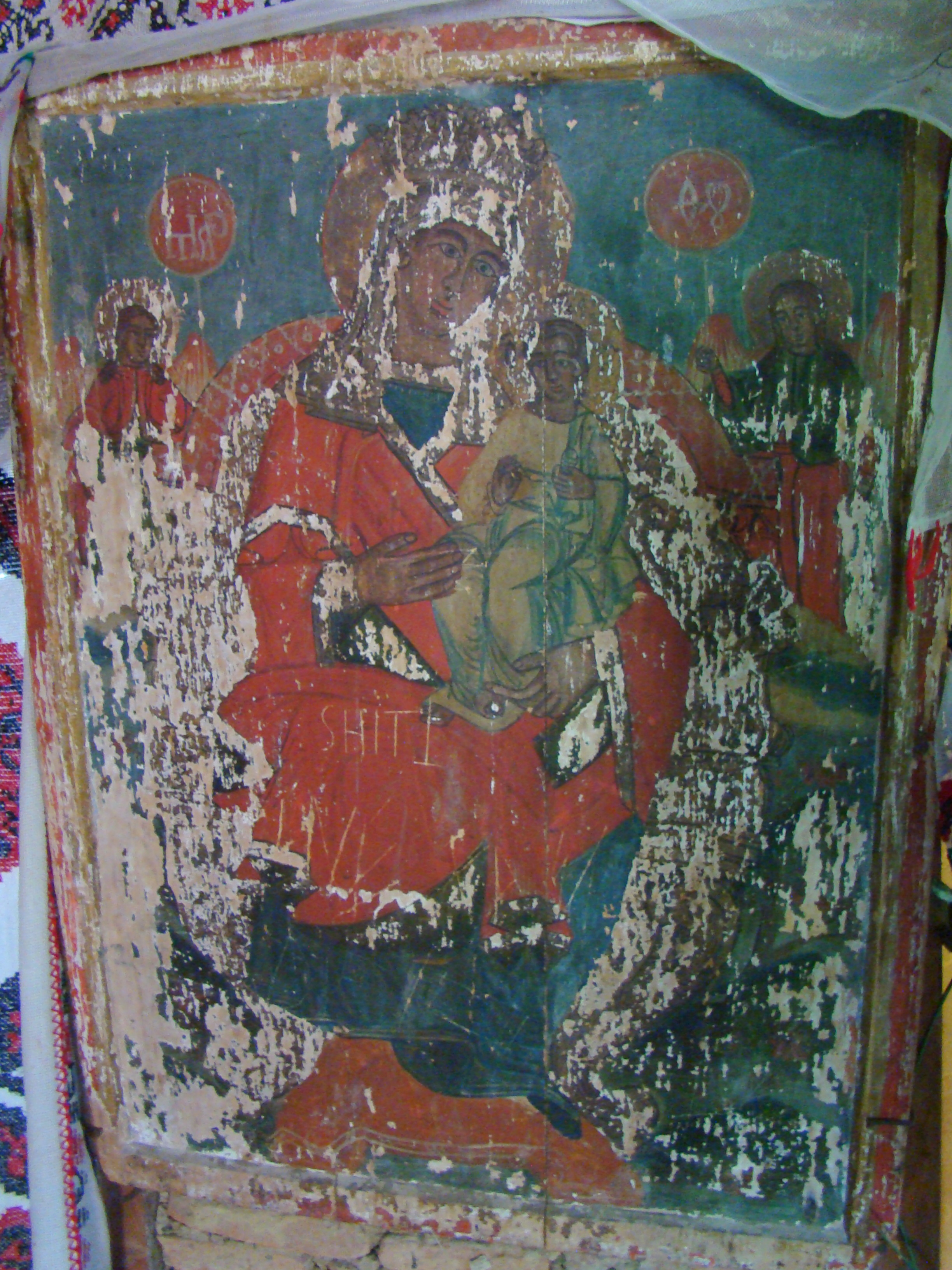
Icoană împărătească: Maria cu pruncul
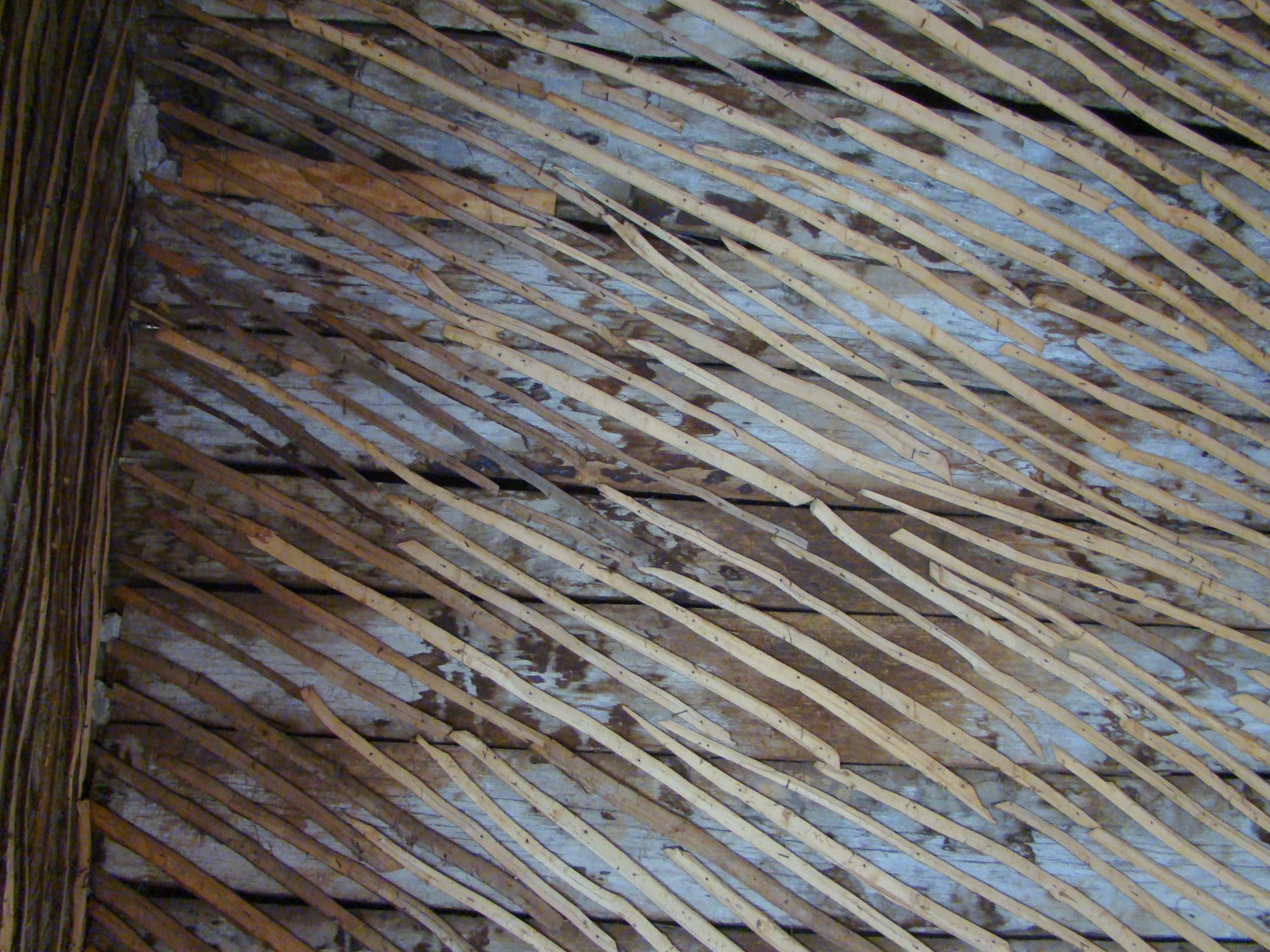
Interiorul „cercuit”
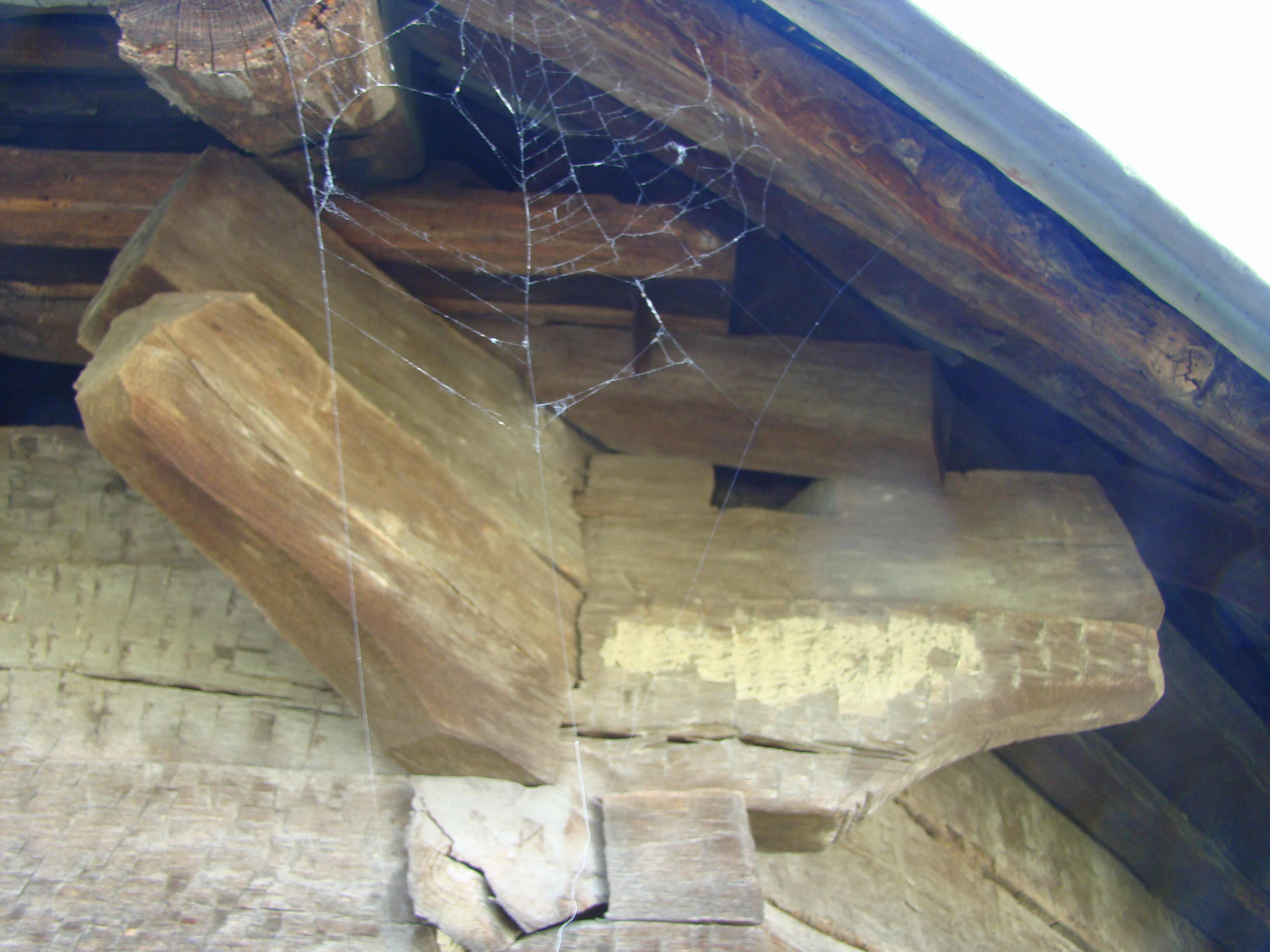
Console
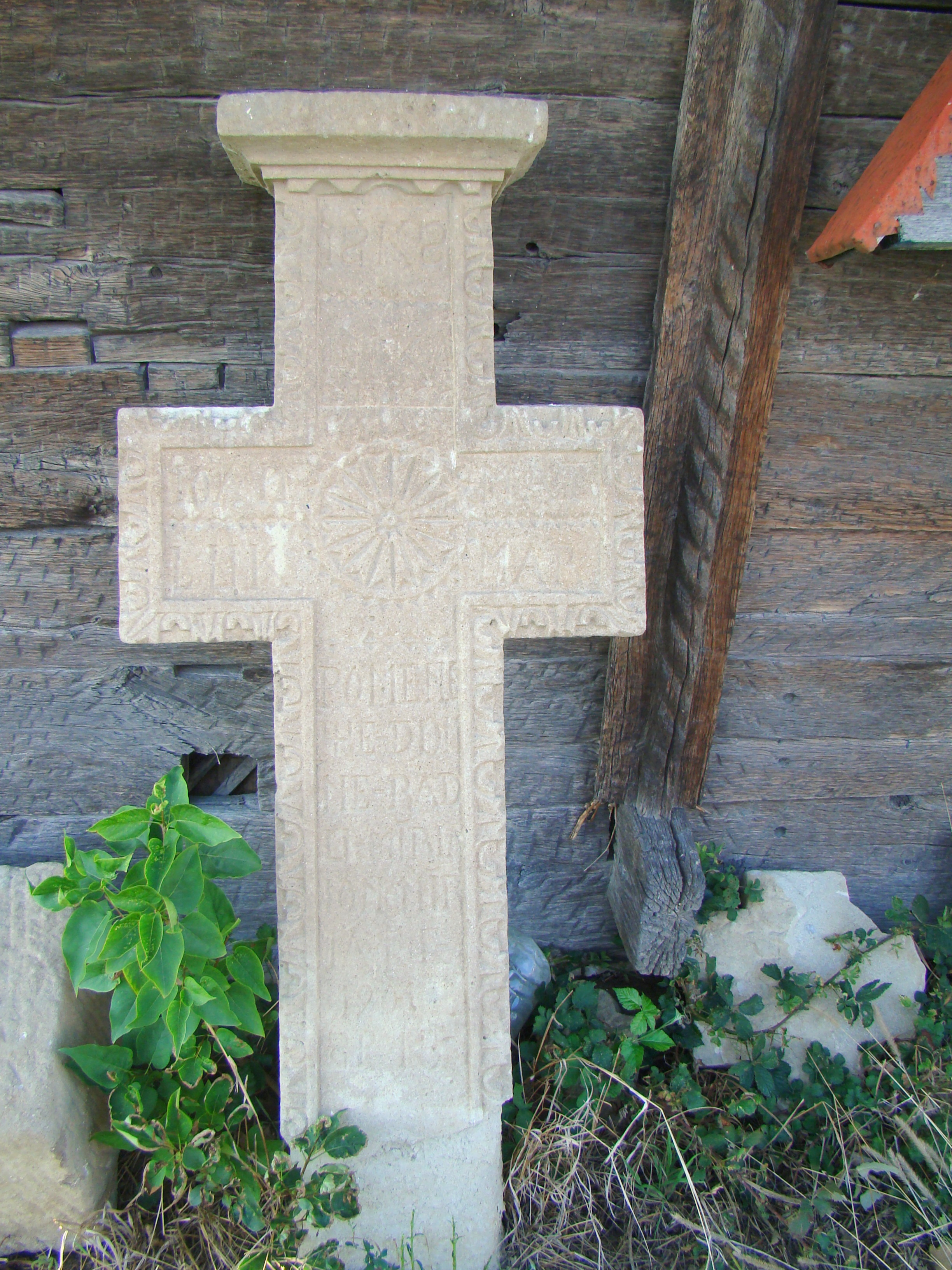
Cruce veche de piatră
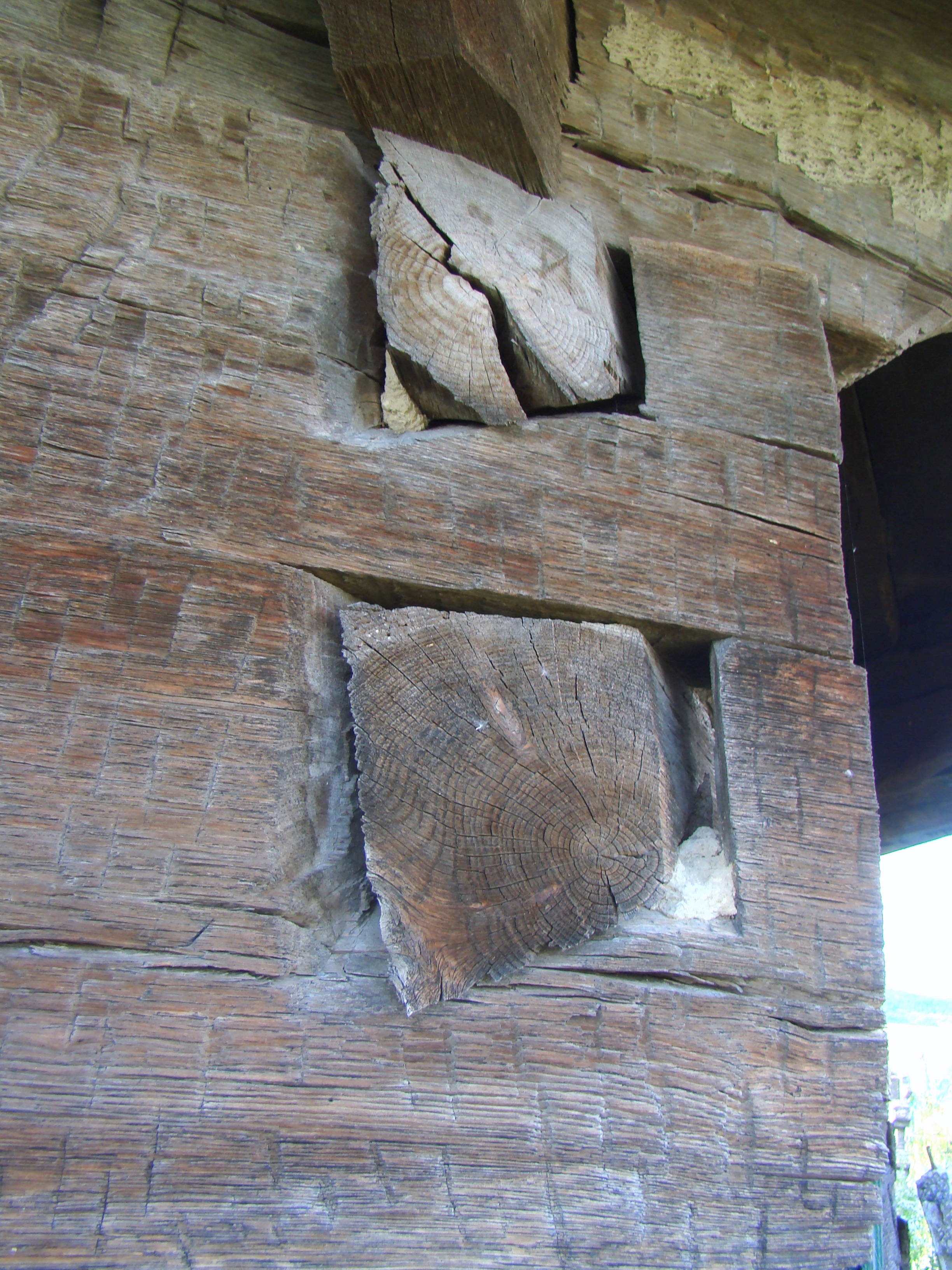
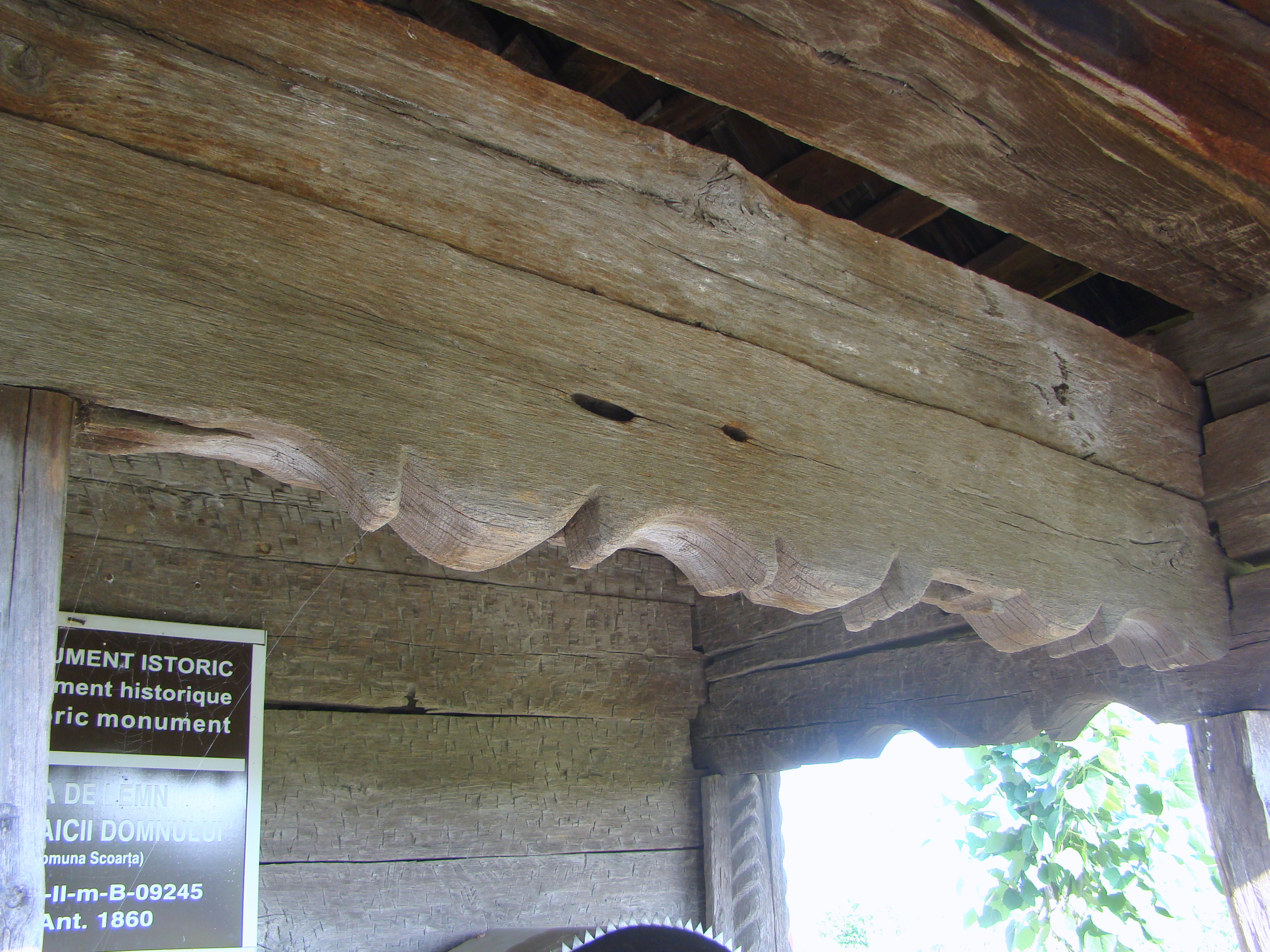
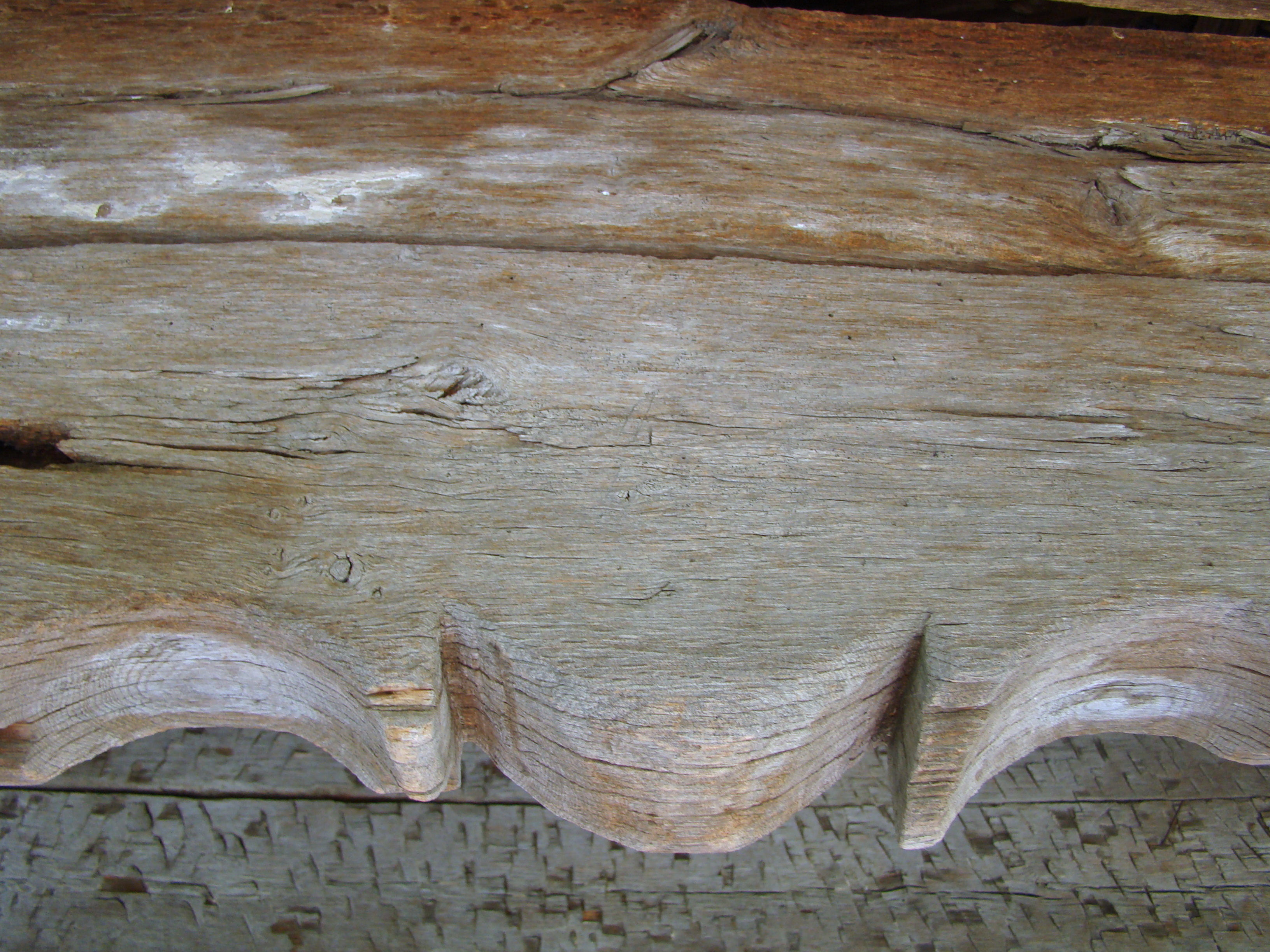
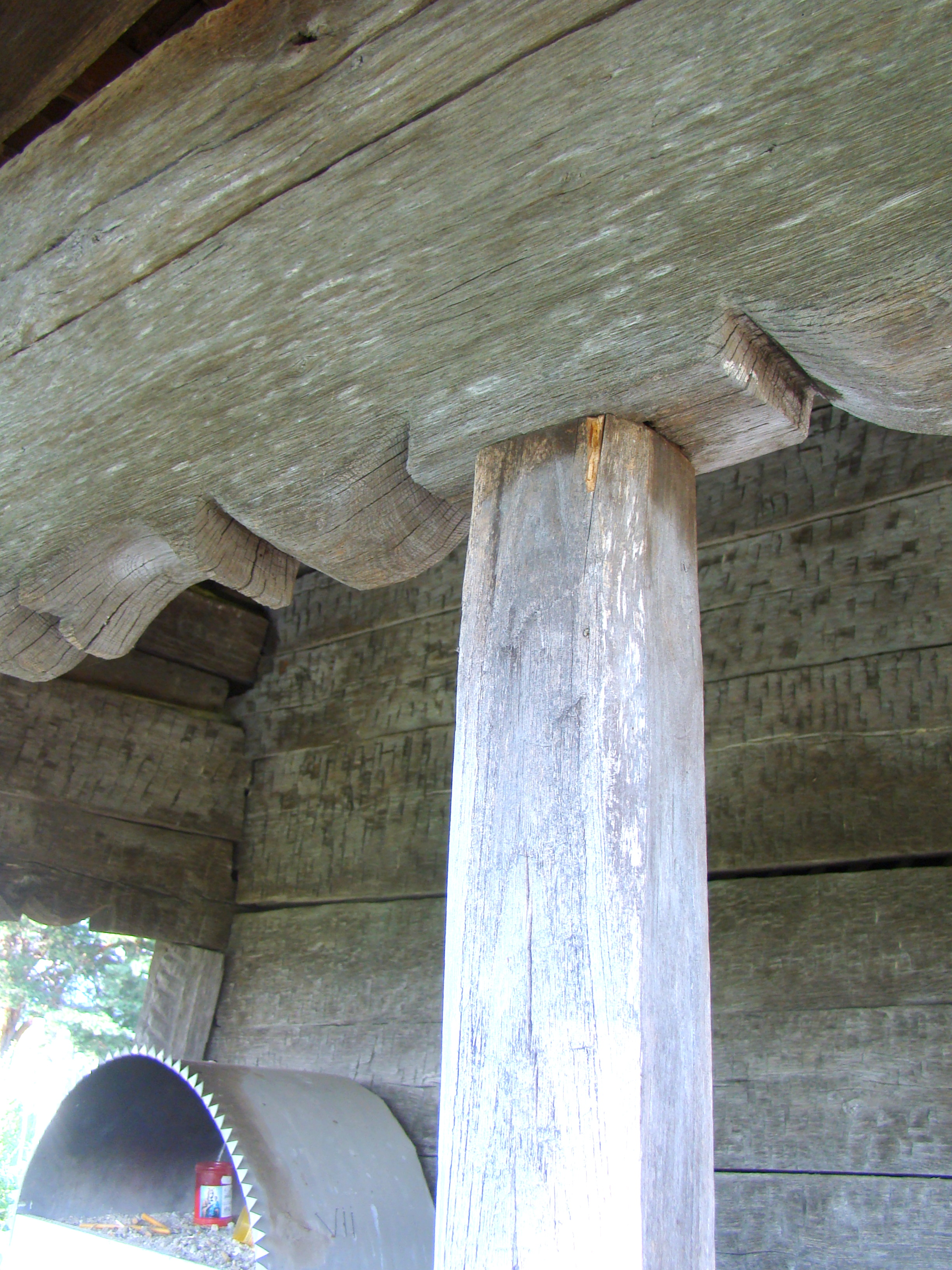
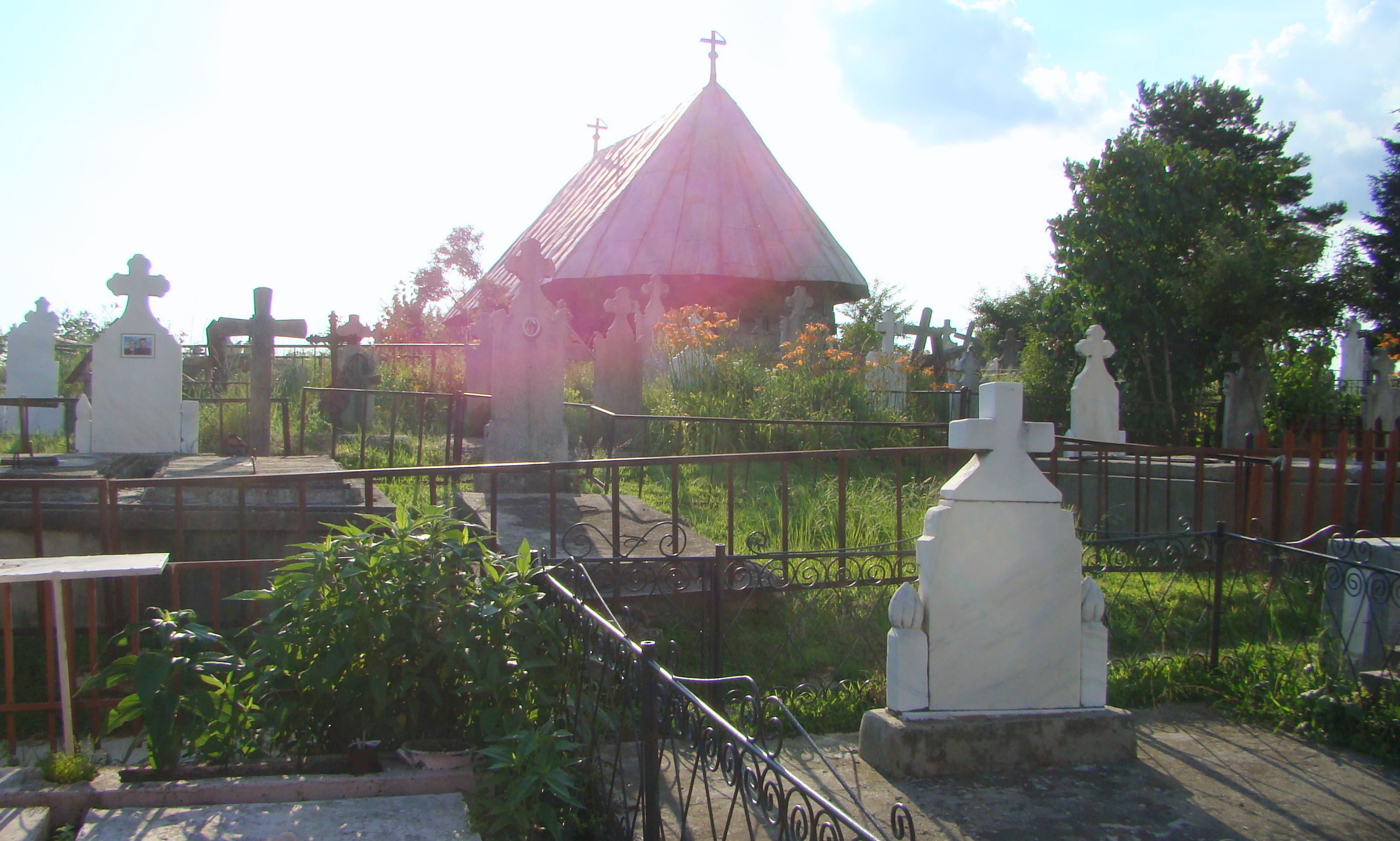
Biserica și cimitirul